# مطار جواندا الدولي
مطار جواندا الدولي (بالإندونيسية: Bandar Udara Internasional Juanda)(إياتا:  SUB ، إيكاو:  WARR) هو المطار الرئيسي لخدمة مدينة سورابايا في جزيرة جاوة في إندونيسيا. وتعود تسمية المطار نسبة إلى آخر رئيس الوزراء لاندونيسيا، جواندا كارتاويجايا. يقع على بعد حوالي 20 كيلومترا جنوبي المدينة سورابايا، في سيدوارجو، جاوى الشرقية، وهذا المطار ثاني أكبر المطار ازدحاما في إندونيسيا بعد مطار سوكارنو هاتا الدولي.
للمطار مدرج طوله 3،000 متر، ومبنى الركاب الجديد على مساحة 51،500 م2، ومواقف السيارات على مساحة 28،900 م2 تبلغ أكثر من 3،000 سيارة. يقدر هذا المطار خدمة 6 ملايين حتى 8 ملايين من الركاب و 120،000 شحن/عام.

## مبنى الركاب
افتتح مبنى الركاب 1 في عام 2006، ويقع في شمال مدرج. وتنقسم إلى صالتي الركاب A و B. مبنى الركاب 1 للرحلات الداخلية ومبنى الركاب 2 للرحلات الدولية. وافتتح مبنى الركاب 2 في 14 فبراير 2014 الذي يقع في مبنى الركاب القديم.

## خطوط وشركات الطيران

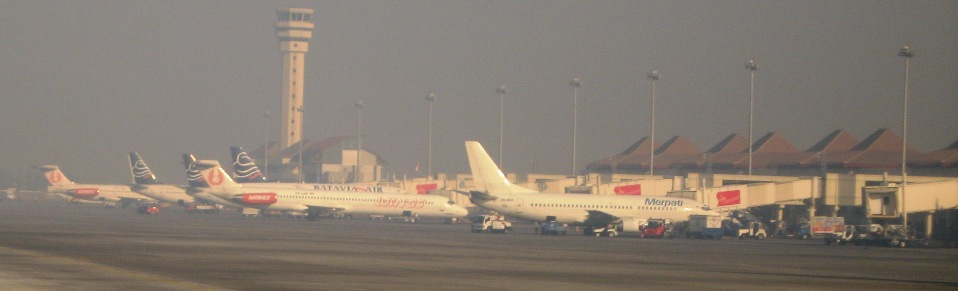
مطار جواندا الدولي في سورابايا: مشهد من عام 2008

| شركـات طيـران             | الوجهات |
| ------------------------- | --- |
| Airfast Indonesia         | عارض: Bawean، Karimunjawa، Kupang، Makassar |
| Batik Air                 | مطار حليم بيردانكوسوما الدولي، مطار سوكارنو هاتا الدولي، Makassar، مطار شانغي سنغافورة |
| كاثي باسيفيك              | مطار هونغ كونغ الدولي |
| سيتي لينك                 | Balikpapan، Banjarmasin، مطار هانغ نديم الدولي، مطار نغوراه راي الدولي، مطار حليم بيردانكوسوما الدولي، مطار سوكارنو هاتا الدولي، مطار الملك عبد العزيز الدولي، Kupang، Lombok، Makassar، Pangkalan Bun ‏، مطار سوباديو الدولي، مطار ساماريندا الدولي، Sampit |
| غارودا إندونيسيا          | مطار نغوراه راي الدولي، مطار سوكارنو هاتا الدولي، Kupang، مطار شانغي سنغافورة موسمي: مطار الملك عبد العزيز الدولي، مطار الأمير محمد بن عبد العزيز الدولي |
| طيران آسيا (إندونيسيا)    | مطار نغوراه راي الدولي، مطار سيناي الدولي، مطار كوالالمبور الدولي، Lombok، مطار بينانق الدولي، مطار شانغي سنغافورة |
| خطوط جيتستار آسيا الجوية  | مطار شانغي سنغافورة |
| ليون إير                  | Balikpapan، Banjarmasin، مطار هانغ نديم الدولي، مطار نغوراه راي الدولي، مطار سوكارنو هاتا الدولي، مطار كوالالمبور الدولي، Kupang، Labuan Bajo ‏، Lombok، Makassar، مطار سام راتولانجي الدولي ‏، مطار كوالانامو الدولي، Palangkaraya، مطار السلطان محمود بدر الدين الثاني الدولي، مطار سوباديو الدولي، مطار ساماريندا الدولي، Tarakan موسمي: مطار الملك عبد العزيز الدولي، مطار الأمير محمد بن عبد العزيز الدولي |
| الخطوط الجوية الماليزية   | مطار كوالالمبور الدولي |
| NAM Air                   | Pangkalan Bun ‏ |
| خطوط رويال بروناي الجوية  | مطار بروناي الدولي |
| الخطوط السعودية           | مطار الملك عبد العزيز الدولي، مطار الأمير محمد بن عبد العزيز الدولي، مطار الملك خالد الدولي |
| سكوت للطيران              | مطار شانغي سنغافورة |
| الخطوط الجوية السنغافورية | مطار شانغي سنغافورة |
| Super Air Jet             | Balikpapan، Banjarmasin، مطار نغوراه راي الدولي، مطار سوكارنو هاتا الدولي، Kupang، Lombok، Makassar، مطار ساماريندا الدولي |
| Wings Air                 | Bandung، Banyuwangi، Pangkalan Bun ‏، Sampit، Sumenep، Yogyakarta–Adisucipto |

## النقل البري
1. القطار
2. الخط السريع
3. الباصات
4. سيارة أجرة

## معرض صور

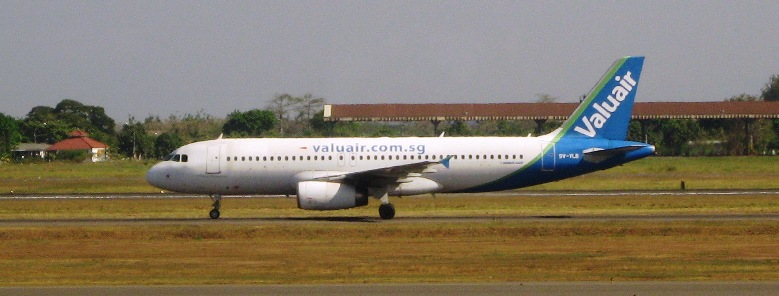
وصول طائرة إيرباص إيه 320-200 تابعة لValuair من سنغافورة
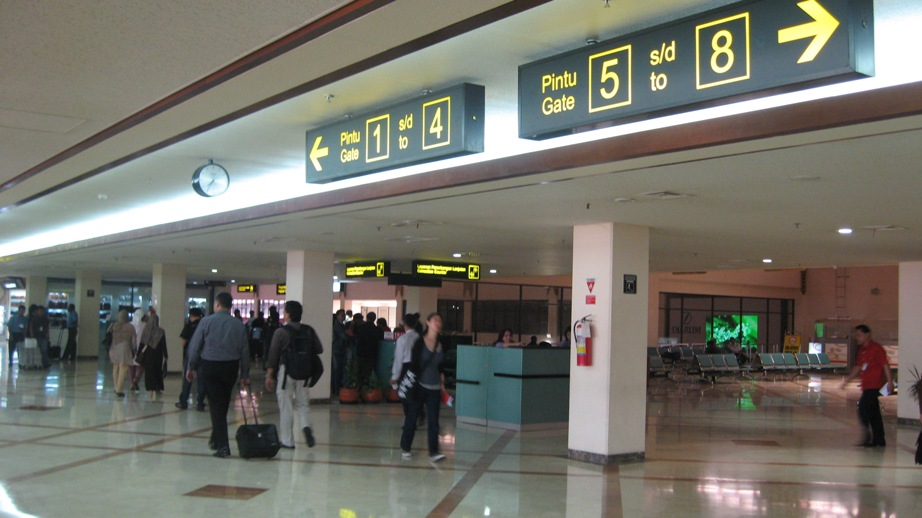
المبنى 1 - الدور الثاني
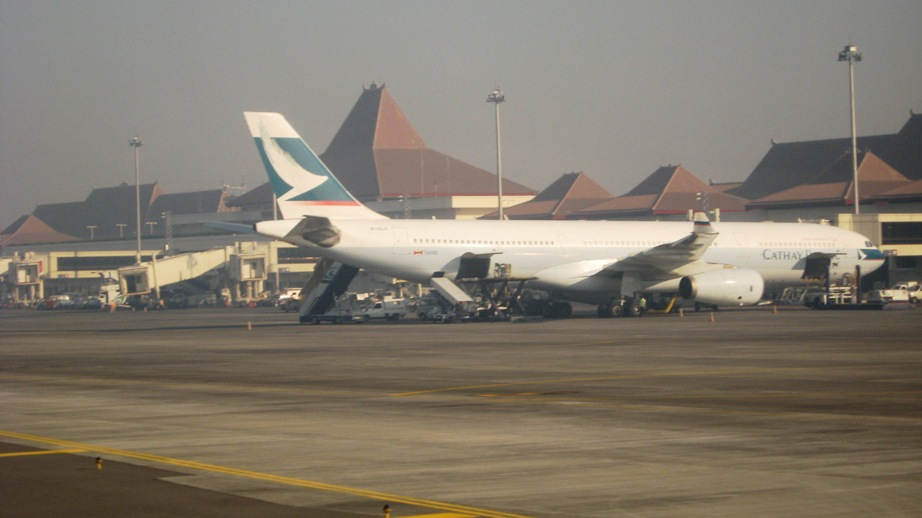
طائرة إيرباص إيه 330-300 تابعة اكاثي باسيفيك في جواندا

## وصلات خارجية
(بالإندونيسية) الموقع الرسمي للمطار جواندا الدولي
1. ↑  غارودا إندونيسيا flight from Surabaya to Jeddah includes a stop-over at Banda Aceh. غارودا إندونيسيا does not have rights to transport passengers solely between Surabaya and Banda Aceh، however.
2. ↑  غارودا إندونيسيا flight from Surabaya to Medina includes a stop-over at Banda Aceh. غارودا إندونيسيا does not have rights to transport passengers solely between Surabaya and Banda Aceh، however.